# サイゴン条約
サイゴン条約（ベトナム語: Hòa ước Nhâm Tuất/和約壬戌）とは、1862年に阮朝越南国とフランス第二帝政の間で締結された条約。壬戌条約とも称する。
この条約を第1次サイゴン条約と称し、1874年に結ばれた条約を第2次サイゴン条約（ベトナム語: Hòa ước Giáp Tuất/和約甲戌、甲戌条約）と表記することもある。

## 背景
1847年に即位した阮朝の第4代皇帝・嗣徳帝は、キリスト教弾圧を強化。1848年-1860年の間に、ベトナム在住のヨーロッパ人宣教師25人、ベトナム人宣教師300人、同信徒3万人が殺害されている。
1858年、フランスとスペインはスペイン人宣教師2名の処刑を理由として、ツーラン（ダナン）に軍を派遣した。その後、フエの攻略も図るが行き詰まり、コーチシナのサイゴンを本格的に攻撃することになった。
1861年にフランスが提示した講和条件を阮朝が拒んだため、さらにビエンホアを占領するなど軍事行動を継続し、軍艦をフエに向かわせ、1862年 3月までにサイゴンからメコン下流地帯（ビエンホア、ビンロン）を占拠した。
この結果、ファン・タン・ジャンとラム・ズイ・ヒエップを中心とする使節団がサイゴンに派遣され、1862年6月5日にサイゴン条約が成立した。
その結果、フランス海軍が占領していたベトナム南東部3省がコーチシナとして事実上フランスの植民地となったほか、西部3省（1874年）の割譲及び、ハノイ、ハイフォンを含む6港の開港と領事館の設置、駐兵権の獲得、全土におけるキリスト教布教の自由、グエン朝の外交をも規制し得る権利、400万ドルの賠償、メコン川の開放など12項目を約束させられた。

## 内容
- ザーディン省・ビエンホア省（ベトナム語版）・ディンツォン省（ベトナム語版）を割譲
- サイゴン・ビエンホア・ミトとコンダオ島の割譲
- キリスト教布教の自由
- ツーラン（ダナン）・バラット・クァンイエンの開港
- 賠償金の支払い（400万ドル）
- メコン川の開放

以上の内容などを含む全12項目が定められた。